# Tovarnianska Polianka
Tovarnianska Polianka és un poble i municipi d'Eslovàquia. Es troba a la regió de Prešov, al nord del país.

## Història
La primera referència escrita de la vila data del 1335.

## Demografia
| Godina             | 1994 | 2004    | 2014    | 2024   |
| ------------------ | ---- | ------- | ------- | ------ |
| Nombre de persones | 138  | 124     | 111     | 102    |
| Diferència         |      | −10,14% | −10,48% | −8,10% |

| Godina             | 2023 | 2024   |
| ------------------ | ---- | ------ |
| Nombre de persones | 105  | 102    |
| Diferència         |      | −2,85% |